# Boston-Marathon 1956
| 60. Boston-Marathon    | 60. Boston-Marathon        |
| ---------------------- | -------------------------- |
| Stadt                  | Boston, Vereinigte Staaten |
| Datum                  | 19. April 1956             |
| Distanz                | 41,1 – 42,2 Kilometer      |
| Sieger                 |                            |
| Männer                 | Antti Viskari (2:14:14 h)  |
| ← Boston-Marathon 1955 | Boston-Marathon 1957 →     |
| Website                | Offizielle Website         |

Der Boston-Marathon 1956 war die 60. Ausgabe der jährlich stattfindenden Laufveranstaltung in Boston, Vereinigte Staaten. Der Marathon fand am 19. April 1956 statt. Die Laufdistanz betrug zwischen 41,1 und 42,2 Kilometer.
Es gewann Antti Viskari in 2:14:14 h.

## Ergebnis
| Platz | Athlet          | Land               | Zeit (h) |
| ----- | --------------- | ------------------ | -------- |
| 01    | Antti Viskari   | Finnland           | 2:14:14  |
| 02    | John J. Kelley  | Vereinigte Staaten | 2:14:33  |
| 03    | Eino Oksanen    | Finnland           | 2:17:56  |
| 04    | Nicholas Costes | Vereinigte Staaten | 2:18:01  |
| 05    | Dean Thackwray  | Vereinigte Staaten | 2:20:24  |
| 06    | Ted Corbitt     | Vereinigte Staaten | 2:28:06  |
| 07    | Gordon Dickson  | Kanada             | 2:28:45  |
| 08    | Joseph W. Tyler | Vereinigte Staaten | 2:29:17  |
| 09    | Robert Cons     | Vereinigte Staaten | 2:29:24  |
| 10    | Fred Wilt       | Vereinigte Staaten | 2:29:27  |